# Blatterhaus

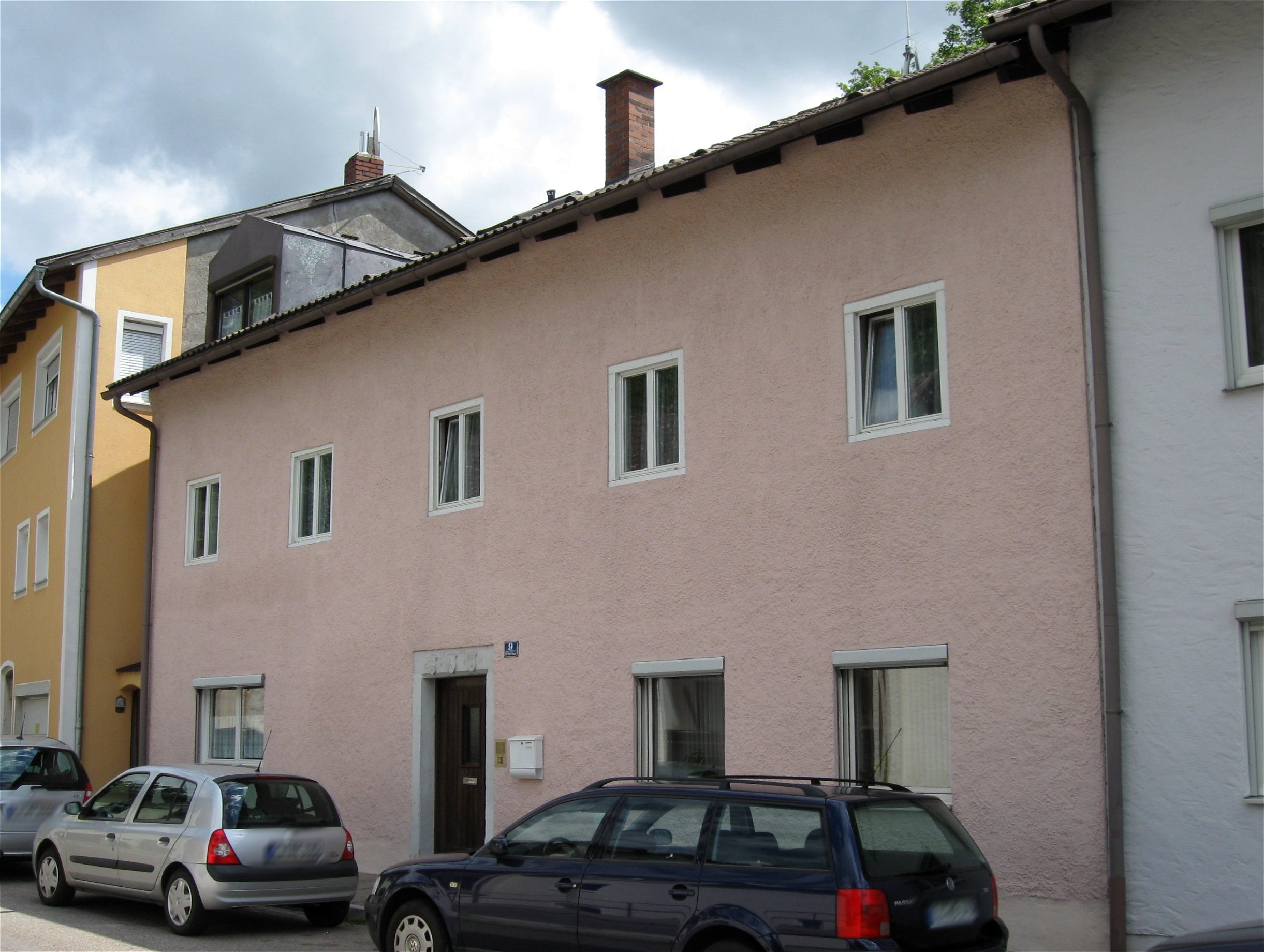
Ehemaliges Blatterhaus in Eichstätt, Rot-Kreuz-Gasse 9

Ein Blatterhaus, Blatternhaus, Franzosenhaus oder Franzosenhospital war in der Frühen Neuzeit eine städtische Einrichtung zur Versorgung meist armer Personen, welche an verschiedenen Krankheiten litten, die durch Hautausschläge gekennzeichnet waren. Ihre Gründung war eine Reaktion auf das Auftreten der Syphilis im ausgehenden 15. Jahrhundert, welche unter anderem als „böse Blattern“ und „Franzosenkrankheit“ bezeichnet wurde. Vergleichbare Einrichtungen in italienischen Städten verdankten sich privater Initiative, während in den Reichsstädten der Rat aktiv wurde.
Als sich um 1500 die Erkenntnis durchsetzte, dass eine Erkrankung an Syphilis bzw. Frambösie insbesondere durch Sexualkontakte übertragen wird, wurden sogenannte Frauenhäuser in „Franzosenhäuser“ umgewidmet.

## Augsburg
Das erste Blatterhaus im deutschsprachigen Raum wurde in Augsburg gegründet. Als 1495 die ersten Syphilisfälle in Augsburg auftraten, stellte der Rat ein Gebäude für die Patienten zur Verfügung, welches ursprünglich zur Aufnahme Pestkranker bestimmt gewesen war. Das Blatterhaus befand sich am Rand der Jakobervorstadt nahe dem Jakobertor und dem Roten Turm. Es nahm ausschließlich Kranke auf, die Bürger oder Einwohner Augsburgs waren, und war, wie schon seine Lage in einem Armenviertel zeigt, für arme Patienten unabhängig von deren Konfession gedacht. Quellen des 16. und 17. Jahrhunderts lassen erkennen, dass das Blatterhaus ein schlichtes zweistöckiges Gebäude mit Satteldach war, das möglicherweise eine Kapelle besaß. Im Erdgeschoss wohnten der Leiter der Einrichtung und seine Frau („Blattervater“ und „Blattermutter“). Es gab dort zwei Kammern, in denen Kranke isoliert werden konnten. Im ersten Stock gab es zwei Krankenzimmer für weibliche und für männliche Patienten. Das Dachgeschoss diente als Lagerraum. Das Blatterhaus konnte maximal 40 Kranke aufnehmen.  Seit den 1520er Jahren diente das Blatterhaus der Therapie, d. h. es wurden nur Personen aufgenommen, bei denen die beiden Ärzte (ein studierter Arzt und ein ihm untergeordneter Wundarzt) Heilungschancen sahen. Seit 1581 kamen Renten aus aufgelösten Klöstern dem Blatterhaus zugute, das nun maximal 12 Kranke aufnahm. 1811 wurde das Blatterhaus aufgelöst und das Gebäude (Riedlerstr. 8) verkauft.
Außer dem Blatterhaus gab es zwei weitere Hospitäler für Syphiliskranke: ein seit 1523/24 bezeugtes Holzhaus in der Fuggerei und ein durch das Testament Anton Fuggers 1560 gegründetes Holzhaus auf dem Gänsbühl.

## Straßburg
Die Gründung des Blatterhauses zu Straßburg veranlasste der Münsterprediger Johann Geiler von Kaysersberg 1496, indem zunächst das Spital für die einheimischen Syphiliskranken geöffnet, dann ein Haus für fremde Kranke im Finkweiler Viertel angemietet wurde. Mit steigender Zahl der Patienten wurden noch zwei Häuser angemietet. Die Zustände waren chaotisch; die Kranken wurden nach kurzer Scheintherapie wieder entlassen. 1501 klagte Geiler beim Rat über diesen Umgang mit den Kranken. Der Rat bestellte 1503 Kaspar Hoffmeister als Schaffner für die Syphiliskranken. Er sammelte zunächst Almosen und gründete etwa 1504 das erste ständige Blatterhaus der Stadt. Es befand sich im Finkweiler Viertel an der Stelle des späteren Almosenstifts St. Marx und nahm in den 1520er Jahren rund 30 meist arme Kranke auf (die wohlhabenderen blieben in ihren Wohnungen und wurden dort versorgt). Eine feste Ordnung wie in Augsburg gab es in Straßburg zunächst nicht. Eine Besonderheit des Straßburger Blatterhauses war die Einrichtung von zwei separaten Kammern für Syphiliskranke im Endstadium. In den 1530er/1540er Jahren wurden Kammern für die Therapie mit Guajakholz eingerichtet. Im Zuge der Reformation erhielt das Blatterhaus die Gefälle und Besitzungen von Klöstern, so dass die Einnahmen die Ausgaben deutlich überstiegen. Auch wurden Pfründner aufgenommen, die mit den Kranken nicht in Kontakt kamen. Ab 1537 wurde ein Arzt eingestellt. Die Kranken blieben drei bis neun Monate in der Einrichtung und wurden dann nach (vermeintlicher) Heilung entlassen.

## Weitere Städte
Blatter(n)häuser bzw. Franzosenhäuser wurden im 15. oder 16. Jahrhundert außerdem in folgenden Städten gegründet: Ulm (1495), Frankfurt am Main (1496), Freiburg im Breisgau (1496), Nürnberg (St. Sebastian 1496 und Franzosenhaus 1523), Würzburg (1496), Bamberg (1497), Erfurt (1497), Braunschweig (St. Leonhard, um 1500), Prag (1500), Hamburg (Pockenhaus, 1505), Heilbronn (1505), Zwickau (1520), Memmingen (1524), Zürich (1525), Bern (1529), Konstanz (1531), Überlingen (1540), Dresden (1549) Biberach (Holzstube, 1551). Mancherorts, zum Beispiel in Ulm, war der Stadtrat der Meinung, die neuartige Krankheit werde durch unzüchtiges Leben übertragen, und sah daher kein Problem darin, das Blatterhaus an zentraler Stelle in der Stadt zu errichten. Andernorts traten das Blatterhaus die Nachfolge eines früheren Aussätzigenspitals an und lag entsprechend außerhalb der Stadtmauern, nahe einem Stadttor.